# Carélie (région)
Pour les articles homonymes, voir Carélie.
La Carélie (en Carélien et finnois : Karjala, russe : Каре́лия, anciennement Корела, suédois : Karelen) est une zone culturelle et géographique située principalement dans la partie orientale de la Fennoscandie.

## Présentation
La Carélie est une région d'Europe, terre historique des Caréliens, peuple de culture finno-ougrienne. Dans son sens le plus large, elle s'étend de la mer Blanche au nord-est au golfe de Finlande au sud-ouest, au niveau de l'isthme séparant la Fennoscandie du reste de l'Eurasie.
La Carélie ne dispose pas d'entité administrative propre, elle est partagée entre la Russie pour la majorité (république de Carélie et oblast de Léningrad) et la Finlande (Carélie du Sud et Carélie du Nord).

## Carélie
Diverses subdivisions sont appelées Carélie.

### Carélie historique
La Carélie finlandaise qui était une province historique de la Finlande et est maintenant divisée entre la Finlande et la Russie, est souvent appelée simplement la Carélie en finnois.
La partie orientale de cette région principalement luthérienne a été cédée à la Russie après la guerre d'Hiver de 1939-1940.

### République de Carélie
La république de Carélie est un sujet de la fédération de Russie. Elle comprend la Carélie orientale avec une population majoritairement orthodoxe russe.

### Carélie en Finlande
Dans la Finlande actuelle, la Carélie fait référence aux régions de Carélie du Sud et de Carélie du Nord, bien que des parties de la Carélie historique se trouvent également dans les régions de la vallée de la Kymi, de la Savonie du Nord et de la Savonie du Sud.

## Géographie
La Carélie s'étend des rivages de la mer Blanche jusqu'au golfe de Finlande en mer Baltique. Elle abrite les deux plus grands lacs d'Europe, le lac Ladoga et le lac Onega. L'isthme de Carélie est situé entre le golfe de Finlande et le lac Ladoga. Le point culminant de la Carélie, le mont Nuorunen de 576 mètres de haut, est situé dans la région des moraines de Maanselkä, du côté russe de celle-ci.
La frontière entre la Carélie et l'Ingrie, la terre du peuple ingrien étroitement apparenté, était à l'origine le fleuve Neva, mais plus tard, elle a été déplacée vers le nord dans l'isthme de Carélie pour suivre la rivière Sestra qui est aujourd'hui dans la région métropolitaine de Saint-Pétersbourg, mais qui, de 1812 à 1940, était la frontière entre la Finlande et la Russie.
De l'autre côté du lac Ladoga, la rivière Svir est généralement considérée comme la frontière méridionale traditionnelle du territoire carélien tandis que le lac Onega et la mer Blanche marquent approximativement sa frontière orientale.
Le fleuve Kymijoki marque la frontière occidentale historique du territoire carélien, car au Moyen Âge elle servait de frontière entre les Finlandais du Häme et les Caréliens.
Au nord vivaient les Samis nomades, mais il n'y avait pas de frontières naturelles à l'exception de grandes étendues boisées de la taïga et celles de la toundra.

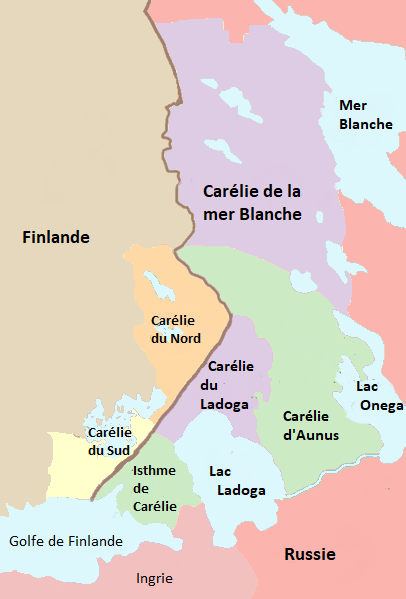
Subdivisions historiques de la Carélie partagée entre la Russie et la Finlande, l'Ingrie est représentée au sud.

Dans les textes historiques, la Carélie est parfois divisée entre Carélie orientale et Carélie occidentale. La partie située au nord du lac Ladoga, qui appartenait à la Finlande avant la Seconde Guerre mondiale, s'appelle Carélie du Ladoga, et les paroisses de l'ancienne frontière d'avant-guerre constituent la Carélie frontalière.
La Carélie de la mer Blanche est la partie nord de la Carélie orientale et la Carélie d'Aunus en est la partie sud.
Rurale et à l'écart des zones urbanisées, la Carélie est une région de forêts parcourue par de nombreux cours d'eau et parsemée de lacs dont les plus importants sont les lacs Onega, Ladoga et Saimaa.

### Villes et agglomérations

#### En Russie
| Nom russe             | Nom russe             | Nom finnois carélien  |
| République de Carélie | République de Carélie | République de Carélie |
| --------------------- | --------------------- | --------------------- |
| Petrozavodsk          | Петрозаводск          | Petroskoi, Äänislinna |
| Belomorsk             | Беломорск             | Sorokka               |
| Medvejiegorsk         | Медвежьегорск         | Karhumäki             |
| Kalevala              | Калевала              | Uhtua                 |
| Kem                   | Кемь                  | Vienan Kemi           |
| Kostomoukcha          | Костомукша            | Kostamus              |
| Kondopoga             | Кондопога             | Kontupohja            |
| Sortavala             | Сортавала             | Sortavala, Sordavala  |
| Souoïarvi             | Суоярви               | Suojärvi              |
| Segueja               | Сегежа                | Sekehe                |
| Pitkiaranta           | Питкяранта            | Pitkäranta            |
| Olonets               | Олонец                | Aunus                 |
| Isthme de Carélie     |                       |                       |
| Vyborg                | Выборг                | Viipuri, Viborg       |
| Priozersk             | Приозерск             | Käkisalmi/Kexholm     |
| Svetogorsk            | Светого́рск            | Enso                  |

#### En Finlande

La Carélie finlandaise historique. La partie en Finlande actuelle est représentée en bleu foncé, la partie en Russie actuelle est représentée en bleu plus clair.

| Nom finnois     |
| Carélie du Sud  |
| --------------- |
| Imatra          |
| Joutseno        |
| Lappeenranta    |
| Carélie du Nord |
| Joensuu         |
| Ilomantsi       |
| Kitee           |
| Kesälahti       |
| Kontiolahti     |
| Lieksa          |
| Liperi          |
| Nurmes          |
| Outokumpu       |

## Histoire
Les découvertes archéologiques dans l'isthme de Carélie et de la côte ouest du lac Ladoga d'objets remontant de l'âge du fer et de l'Âge de Vendel. Des artefacts anciens laissés par les Finlandais occidentaux ont été trouvés dans la région, ce qui est considéré comme une preuve de l'installation de résidents de Häme parmi la population indigène. En Carélie, on connait au moins 50 colonies de l'âge du fer et 40 collines fortifiées. À la fin de la préhistoire, toute la Carélie appartenait à Novgorod.
Selon la première chronique de Novgorod, les Caréliens se sont souvent battus contre les habitants de Häme et de Finlande-Propre, avec d'autres peuples finnois de la Baltique soutenus par Novgorod. La première mention d'une expédition guerrière des Caréliens et de Novgorod sur des navires contre les habitants de Häme remonte à 1191. Selon la Chronique d'Erik, les Caréliens ont aussi été impliqués dans le pillage de Sigtuna (fi) en 1187. Ils ont aussi fait une expédition dévastatrice en Suède en 1257, à la suite de laquelle le roi Valdemar Birgersson a demandé au pape Alexandre IV de lancer une croisade contre les Caréliens.
En 1293, les Suédois ont mené la troisième croisade contre la Carélie, à la suite de laquelle les Caréliens ont perdu 14 paroisses et la région a progressivement commencé à passer sous la domination suédoise.
Les expéditions de la Suède et de Novgorod se sont poursuivies après la conquête de la Carélie et se sont terminées par le traité de Nöteborg en 1323, à la suite duquel les droits d'imposition d'Ingrie et de Carélie du Ladoga ont été transférés à Novgorod, laissant la Carélie occidentale sous l'influence du royaume de Suède.
Après le traité de Nöteborg, la domination de la Carélie a fait l'objet de guerres à plusieurs reprises jusqu'à ce qu'au traité de Stolbovo en 1617 donne les régions de l'ouest et du nord du Ladoga à la Suède. La grande guerre du Nord a mis fin à une assez longue période de paix et, par le traité de Nystad de 1721, la Suède cédera à la Russie, Viipuri et ses environs, ainsi que la partie sud du comté de Käkisalmi.
Par le traité d'Åbo, qui met fin à la guerre des chapeaux en 1743, la Suède perd le reste de la Carélie, à l'exception de l'actuelle Carélie du Nord. Au cours de la guerre de Finlande de 1808-1809, la Russie conquiert le reste de la Finlande et, en 1812, l'ancienne Finlande, qui comprenait les territoires précédemment conquis par la Russie, est réuni au reste de la Finlande comme province de Viipuri, pour former le grand-duché de Finlande.
Au fur et à mesure que le sentiment national finlandais grandissait, il y avait aussi des espoirs d'annexion de la Carélie orientale à la Finlande. La Première Guerre mondiale et la guerre civile russe ont fourni une opportunité pour ces espoirs. Cependant, le succès a été limité. Les Caréliens de l'Est vivant du côté russe s'impliqueront dans la résistance armée contre la Russie soviétique avec le soulèvement de la Carélie orientale (fi) à l'hiver 1921-1922 dans le but d'obtenir l'indépendance de la région. Cependant, le soulèvement échouera et environ 30 000 réfugiés caréliens émigreront en Finlande.
La Finlande conserve les frontières du grand-duché lorsqu'elle devient indépendante en 1917 (Petsamo a été ajouté au traité de paix de Tartu en 1920), mais a perdu une grande partie du territoire historique de la Carélie lors de l'armistice de Moscou en 1940. Après le début de la guerre de Continuation, la Finlande a repris les territoires, mais a dû battre en retraite lors de l'offensive Vyborg-Petrozavodsk de l'été 1944 et les abandonner à l'automne,.